# 1544 en santé et médecine
| Années de la santé et de la médecine : 1541 - 1542 - 1543 - 1544 - 1545 - 1546 - 1547    |
| Décennies de la santé et de la médecine : 1510 - 1520 - 1530 - 1540 - 1550 - 1560 - 1570 |

Cet article présente les faits marquants de l'année 1544 en santé et médecine.

## Fondation
- 7 novembre : François Ier établit le Grand bureau des pauvres de Paris, organisme qui gère deux maisons hospitalières, l'hôpital de la Trinité, dit « des Enfants-Bleus », rue Saint-Denis, pour les enfants orphelins, et la maladrerie Saint-Germain, remplacée en 1557 par un hospice « pour les malades aliénés, vénériens ou teigneux » connu sous le nom de « Petites Maisons », lequel, alors réservé aux couples âgés, deviendra  au XIXe siècle « hospice des ménages » puis, transféré en 1863 à Issy-les-Moulineaux, « hôpital Corentin-Celton[1] ».

## Publications
- Guido Guidi (1509-1569) publie à Paris, chez Pierre Gaultier, sa Chirurgia,  compilation de traités d'Hippocrate, Galien et Oribase traduits du grec en latin et accompagnés de commentaires[2],[3].
- Le médecin et botaniste italien Pierandrea Mattioli (1501-1578) publie à Venise chez Nicolò de Bascarani ses Commentaires[4]sur la Matière médicale de Dioscoride, illustrés de cinq cents planches[5].
- Thomas Phaer (en) (c.1510-1560), avocat, pédiatre et écrivain anglais, donne une traduction, dans sa langue et sous le titre de The Regiment of Life, de la version française du Regimen sanitatis Salerni[6], à laquelle il joint un  « Livre des enfants » (A Boke of Chyldren), « premier traité de pédiatrie rédigé en anglais[7] ».

## Naissances
- William Gilbert (mort en 1603), astronome et médecin au service d'Élisabeth Ire puis de Jacques Ier[8].
- 1521, 1544 ou 1546 : Joseph du Chesne (mort en 1609), chimiste, médecin et diplomate français[9].

## Décès
- Valerius Cordus (né en 1515), naturaliste et médecin allemand[10], fils du médecin Euricius Cordus (1486-1535[10]).